# El Acebrón
El Acebrón ist eine Gemeinde (Municipio) und ein Dorf mit 230 Einwohnern (Stand: 2024) in der Provinz Cuenca in der Autonomen Region Kastilien-La Mancha. 

## Lage
El Acebrón liegt etwa 75 Kilometer westsüdwestlich von Cuenca in einer Höhe von ca. 760 m.

## Bevölkerungsentwicklung
| 1970 | 1981 | 1991 | 2001 | 2011 | 2021 |
| ---- | ---- | ---- | ---- | ---- | ---- |
| 489  | 375  | 315  | 271  | 255  | 227  |

## Sehenswürdigkeiten
- Dominikuskirche

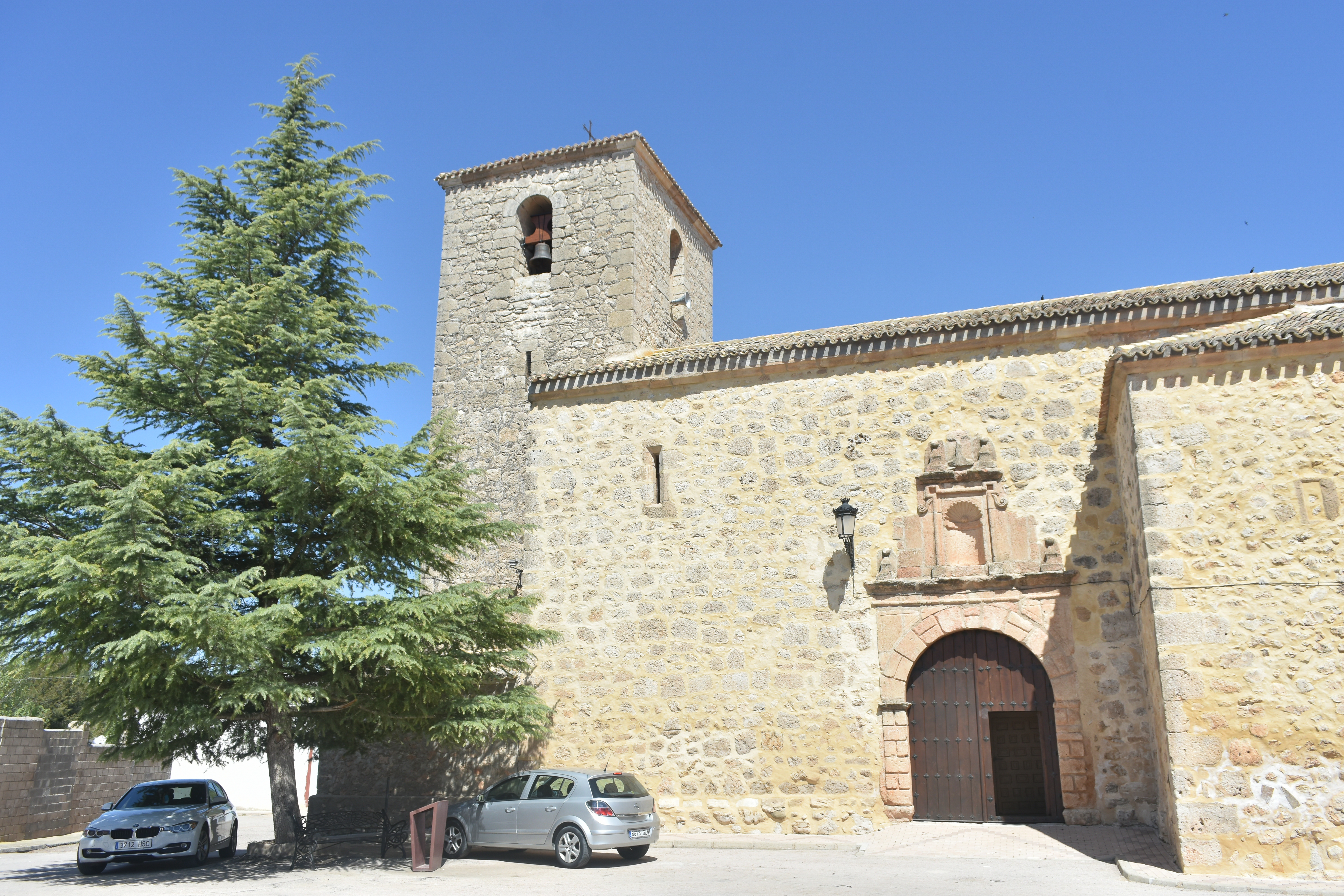
Kreuzkirche
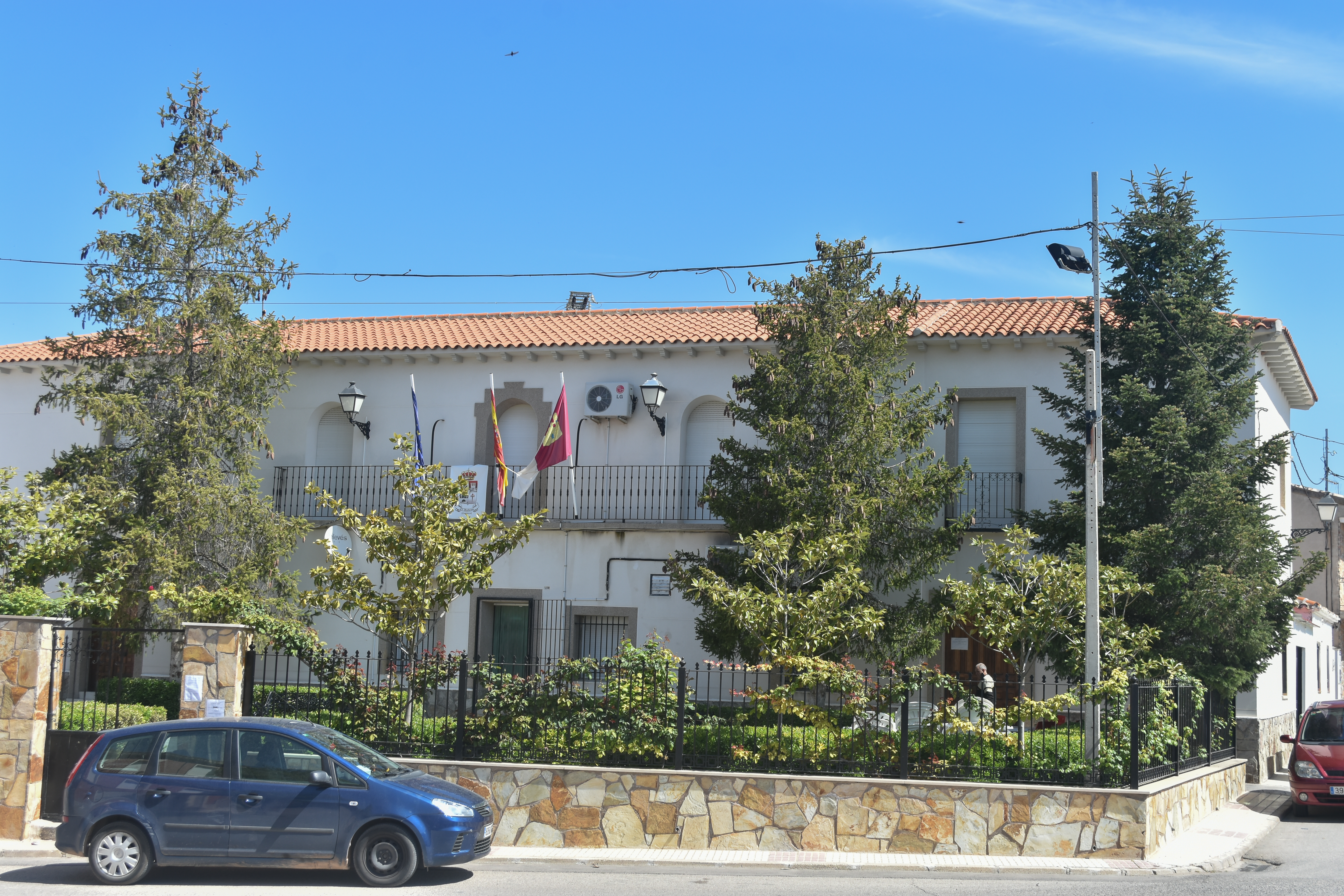
Rathaus